# Kirnstein (Flintsbach am Inn)
Kirnstein ist ein Gemeindeteil von Flintsbach am Inn im oberbayerischen Landkreis Rosenheim.

## Geographie
Der Weiler Kirnstein liegt am Westrand der Flussaue des Inns auf der Gemarkung Niederaudorf auf einer Höhe von etwa 464 Meter Normalhöhennull. Er besteht aus etwa sechs Gebäuden mit Wohnraum und der katholischen Kirche St. Maria. Oberhalb des Weilers liegt die Ruine der Burg Kirnstein.
Durch Kirnstein verläuft in Nord-Süd-Ausrichtung die Staatsstraße 2089 und östlich parallel dazu die Bahnstrecke Rosenheim–Kufstein Grenze.

## Geschichte
Die Geschichte des Orts ist bestimmt durch die Burg Kirnstein. 1971 wurde der Gemeindeteil Kirnstein von Niederaudorf nach Flintsbach am Inn umgegliedert.
| Einwohnerentwicklung | Einwohnerentwicklung | Einwohnerentwicklung | Einwohnerentwicklung | Einwohnerentwicklung | Einwohnerentwicklung | Einwohnerentwicklung |
| Jahr                 | 1871                 | 1900                 | 1925                 | 1961                 | 1970                 | 1987                 |
| -------------------- | -------------------- | -------------------- | -------------------- | -------------------- | -------------------- | -------------------- |
| Einwohner            | 17                   | 13                   | 22                   | 40                   | 24                   | 29                   |